# Ouchamps
Ouchamps település Franciaországban, Loir-et-Cher megyében. Lakosainak száma 733 fő (2018. január 1.). Ouchamps Chitenay, Fougères-sur-Bièvre, Monthou-sur-Bièvre, Les Montils, Sambin és Seur községekkel határos.

## Népesség
A település népességének változása:
| Lakosok száma | 509  | 418  | 565  | 803  | 808  | 826  | 779  | 749  | 719  | 733  |
|               | 1968 | 1975 | 1982 | 1999 | 2006 | 2011 | 2013 | 2016 | 2017 | 2018 |